# Napier-Campbell-Arrol-Aster Blue Bird

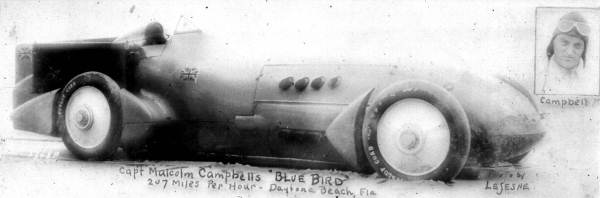
Campbells 1928 Blue Bird, auf dem Daytona Beach, 1928

Der Napier-Campbell-Arrol-Aster Blue Bird war eine Weiterentwicklung des Napier-Campbell Blue Bird. Mit diesem Fahrzeug versuchte der britische Rennfahrer Malcolm Campbell ab 1928 einen weiteren „absoluten“ Landgeschwindigkeitsrekord aufzustellen. In der themenbezogenen Literatur wird der Wagen auch oft unter der Bezeichnung Blue Bird III geführt.

## Hintergrund
Campbells Rekord mit Blue Bird II (eine Bezeichnung bzw. Durchnummerierung, die er persönlich nicht gebrauchte) von 1927 war nur von kurzer Dauer, da Henry Segrave mit dem Sunbeam 1000 hp schon einen Monat später sowohl die „180-Meilen-pro-Stunde-“ als auch die „200-mph-Schranke“ durchbrach. Das veranlasste Campbell, sein Auto zu modifizieren und 1928 damit als Blue Bird III erneut anzutreten. Für dieses Ziel überredete er das britische Luftfahrtministerium, ihm einen 900 PS (670 kW) starken Rennmotor zu überlassen, der im Supermarine-S.5-Wasserflugzeug erfolgreich bei der Schneider-Trophy eingesetzt worden war.

## Das Fahrzeug

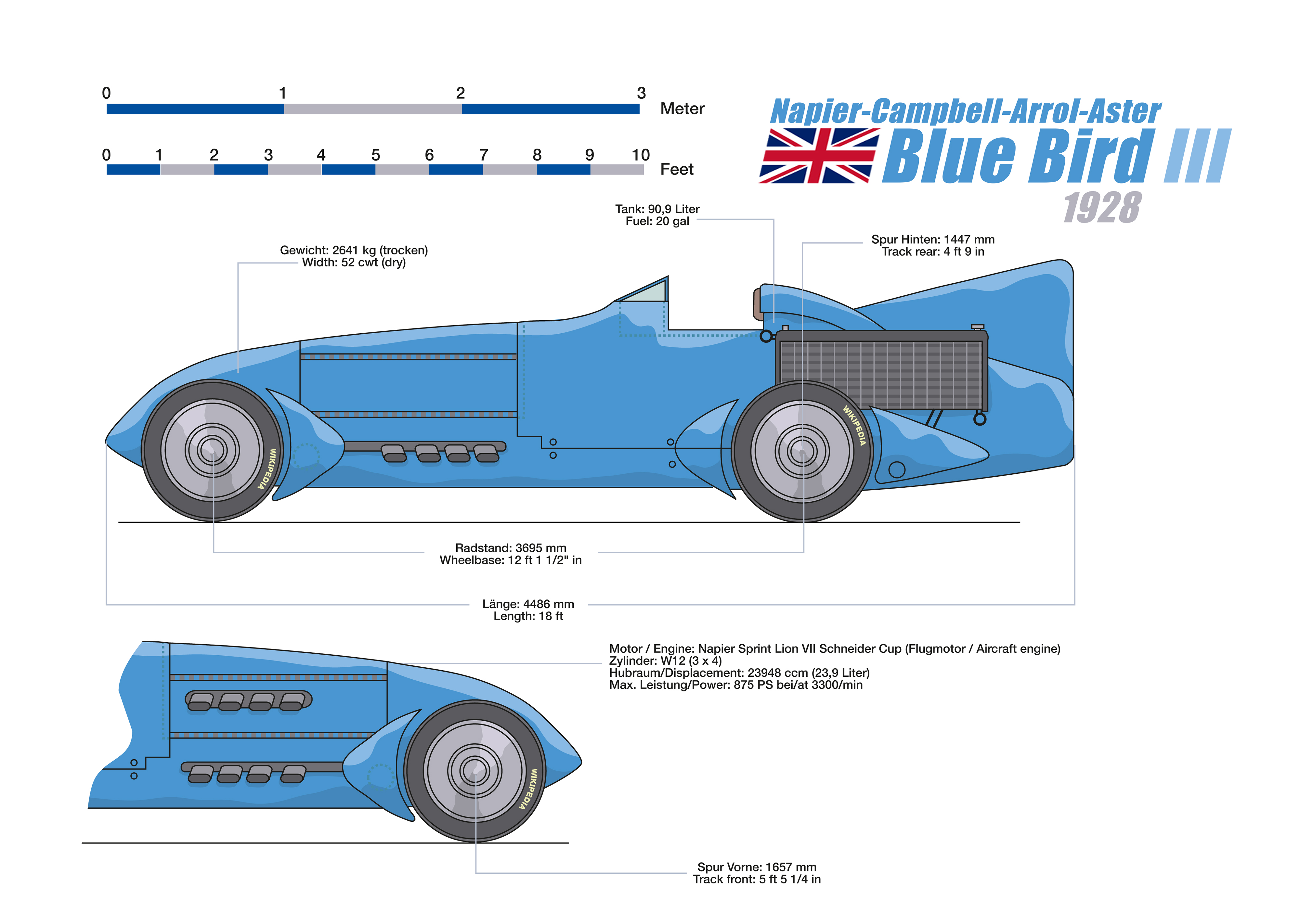
Technische Informationen zu Blue Bird III in der Version von 1928

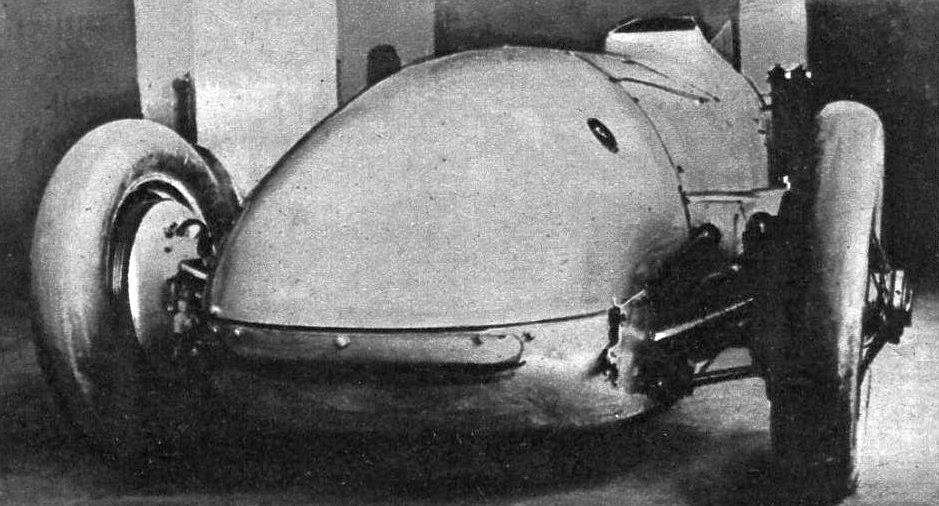
Frontansicht der ersten Version

Die Aerodynamik von Blue Bird III wurde im Vickers-Windkanal von Rex Pierson, dem dortigen Chefentwickler, überarbeitet. Dabei wurde die Linienführung des Fahrzeugs grundlegend geändert, und der Karosseriebauer H. J. Mulliner & Co. setzte die Entwürfe um. Das Ergebnis war „unorthodox“. Um die Stabilität des Geradeauslaufs zu erhöhen, wurde eine vertikale Heckflosse integriert, eine Premiere für Blue Bird- und damalige Rekordfahrzeuge generell. Strömungsgünstige Verkleidungen hinter den Rädern reduzierten den Luftwiderstand. Die größte Änderung betraf aber die Kühler, die zum Heck des Autos verlegt und extern montiert wurden.
Diese „Flächenkühler“ wurden von Fairey Aviation hergestellt und enthielten 730 m Rohrleitung für den Kühlmittelkreislauf. Das Entfernen des Kühlers an der Fahrzeugspitze ermöglichte eine niedrige, abgerundete Nase mit einer besseren Strömungslinie. Eine französische Zeitung verglich die neue Linie jedoch mit dem Aussehen eines Wals.

## Der Rekord (1928)
Wie auch Segrave wählte Campbell Daytona Beach als Ort für seinen Rekordversuch. Am 19. Februar 1928 stellte er mit 333,063 km/h (206,95 mph) über die 1-Meilen-Distanz eine neue Bestmarke auf, und erreichte auch sein persönliches Ziel die 200-Meilen-Marke zu durchbrechen.
Wie schon einige Male zuvor konnte Campbell auch diesen Rekord nur kurz halten. Am 22. April 1928 erzielte der US-Amerikaner Ray Keech mit dem White Triplex Spirit of Elkdom (wiederum in Daytona Beach) eine neue, wenn auch nur hauchdünne Bestzeit von 334,02 km/h (207,55 mph) über die Meile.

## Erneuter Versuch (1929)

### Umbau
In der Folge wurde das Fahrzeug erneut umgebaut. Das Fahrgestell, der Motor und der Antriebsstrang blieben gleich, aber die Karosserie wurde durch eine von dem britischen Automobilhersteller Arrol-Aster aus Dumfries gebaute ersetzt. Die neue Karosserieform erlaubte eine tiefere Grundlinie, wies aber einen markanten „Buckel“ um das Cockpit herum auf, wo Campbell jetzt (wie ein Reiter) direkt über dem Getriebe saß. Die beiden seitlichen Flächenkühler wurden durch einen einzelnen in der Fahrzeugnase ersetzt, der durch eine kreisrunde Öffnung mit einem ungewöhnlichen vorgebauten Gitter mit Kühlluft angeströmt wurde, das an einen Vogelkäfig erinnerte.

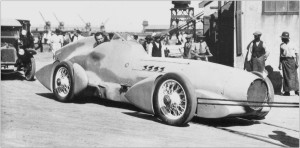
Blue Bird mit der Arrol-Aster-Karosserie
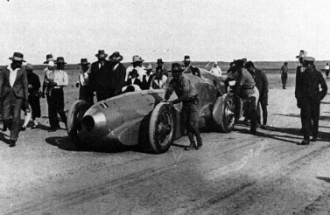

### Streckensuche
Parallel zum Umbau des Fahrzeugs suchte Campbell nach Pisten, die bessere Grundvoraussetzungen für seinen Rekordversuch boten, als der von Gezeiten beeinflusste Strand von Daytona Beach. Er nutzte dabei Möglichkeiten der Luftaufklärung, indem er vorher ausgewählte Gebiete mit dem Flugzeug überflog, um sie auf ihre Tauglichkeit zu überprüfen. Einige Stellen in Afrika waren vielversprechend: zuerst ein Ort, der 956 Kilometer von Timbuktu entfernt, aber nur schwer zugänglich war. Als Nächstes fand Campbell ein trockenes Seebett in Südafrika, das Verneuk Pan; es war etwa 720 km von Kapstadt entfernt und hatte bessere Zugangsmöglichkeiten.

### Projektaufgabe
Als Campbell mit seinem Team und Blue Bird III angekommen war, regnete es zum ersten Mal seit fünf Jahren mehrere Tage fast ohne Unterbrechung heftig. Campbell kehrte nach Kapstadt zurück, wo er an seinem 44. Geburtstag erfuhr, dass Henry Segrave in Daytona Beach mit 372,47 km/h einen neuen Rekord mit Golden Arrow aufgestellt hatte.
Campbell war mit Blue Bird III nicht in der Lage diesen Rekord anzugreifen, aber er nutzte die Gelegenheit und den langen Kurs und stellte neue Weltrekorde über 5 Meilen und 10 Meilen mit 341 km/h auf.
Die deutliche Verbesserung des Rekords durch Golden Arrow um 48 km/h machte Campbell bewusst, dass sein Fahrzeug nicht mehr konkurrenzfähig war, und er begann mit der Arbeit an einem neuen, dem Campbell-Napier-Railton Blue Bird.